# Aname blackdownensis
Aname blackdownensis is een spinnensoort uit de familie Anamidae. 
Aname blackdownensis werd in 1985 beschreven door Raven.